# Mesteacănu (okręg Sălaj)
Mesteacănu – wieś w Rumunii, w okręgu Sălaj, w gminie Almașu. W 2011 roku liczyła 309 mieszkańców.